# Anton Michailowitsch Lawinski
Anton Michailowitsch Lawinski (russisch Антон Михайлович Лавинский, wiss. Transliteration Anton Michajlovič Lavinskij; * 1893 in Sotschi; † 1968 in Moskau) war ein russischer Architekt, Bildhauer und Grafiker, der zur Russischen Avantgarde gezählt wird.

## Leben
Lawinski, Sohn eines Zollarbeiters der Küstenwache, absolvierte 1913 sein Studium an der Fakultät für Architektur und Bauwesen der Technischen Schule in Baku und ging dann nach St. Petersburg, wo er ab 1913 an der Russischen Kunstakademie bei Leonid Sherwood Bildhauerei studierte. Nach dem Militärdienst von 1915 bis 1917 organisierte er in seiner Heimatstadt ein Schulstudio und besuchte 1918/1919 weitere Kurse und Workshops bei Sherwood und Alexander Matwejew.
1919 ging er nach Saratow, war dort Mitglied der Künstlergemeinschaft Общества художников нового искусства und gab Workshops. 1920 ging er nach Moskau, wo er sich mit Wladimir Majakowski und weiteren Mitgliedern der Gruppe von Künstlern des Instituts für Künstlerische Kultur INChUK (ИНХУК) anfreundete. 1921 wurde er Mitglied der Gruppe Linke Front der Künste (LEF). 1921 projektierte Lawinski eine mehrgeschossige „Stadt auf Stoßdämpfern“ mit drehbaren Häusern, die dem Sonnenstand folgen. Ihre Bereiche, wie Verkehr und Wohnen, sind vertikal gegliedert.
Von 1921 bis 1926 lehrte er an der Wchutemas, zunächst das Fach „Körperkonstruktion“ und dann Holzbildhauerei. Eine seiner Studentinnen war Sinaida Iwanowa. Er entwarf Mitte der 1920er Jahre eine Reihe von Plakaten, die sich heute in der Russischen Staatsbibliothek befinden:
- 1924 zum Film Streik (1925; Regie: Sergei Eisenstein)[4]
- 1925 zum Film Der Todesstrahl (1925; Regie: Lew Kuleschow)[5]
- 1925 zum „Projekt der Rednerbühne“[6]
- 1926 zum Film Panzerkreuzer Potemkin (1925; Regie: Sergei Eisenstein)[7]
- 1926 für „Forst- und Holzwirtschaft in der UdSSR“[8]
- 1926 für „Export und Import in der UdSSR“[9]
- 1926 zum Film Nach dem Gesetz (1926; Regie: Lew Kuleschow)[10]
- 1926: „Staatliches Verlagshaus: Arbeiter-Fakultät zu Hause“[11]

1931 wurde er Mitglied bei der AHR (АХР).
Sein Sohn Nikita Lawinski (1921–1986), dessen biologischer Vater allerdings Majakowski gewesen sein soll, war ein Bildhauer aus der Schule Nikolai Tomskis und schuf einige Monumentalskulpturen.

## Ausstellungsbeteiligungen
- 1920: IV. Gemälde- und Plastikkulturausstellung, Saratow
- 1922: 1. Russische Kunstausstellung, Berlin
- 1925: Exposition internationale des Arts Décoratifs et industriels modernes, Paris
- 1925/1926: 1. und 2. „Kinoplakata“-Messe
- 1929: Ausstellung Окна сатиры РОСТА
- 1933: „Künstler der RSFSR 15 Jahre“, Moskau
- 1935: Ausstellung der sowjetischen Theaterkünstler, Leningrad und Moskau
- 1943: Republikanische Festausstellung, Taschkent[1]

## Sonstiges
Alexander Rodtschenko fotografierte Lawinski um 1923. Ein Nachdruck des Porträtfotos befindet sich im Museum Ludwig.